# Бард (Фрисландія)
Бард (нід. Baard) — село в нідерландській провінції Фрисландія. Входить до муніципалітету Леуварден.
Його площа становить 2,56км², а населення станом на 2021 рік складало 195 осіб.
Перша згадка про населений пункт датується 1329 роком.

## Галерея

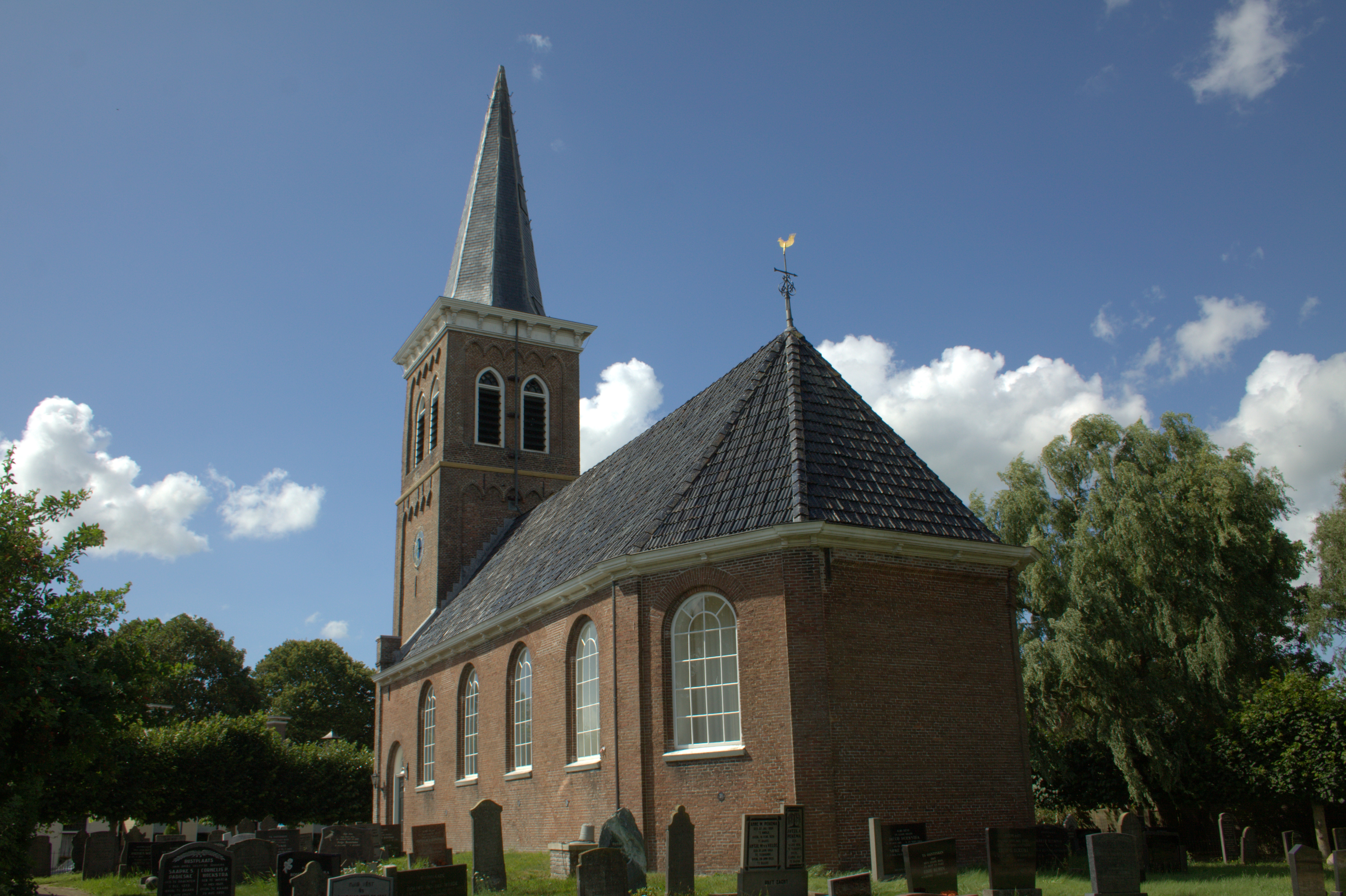
Протестантська церква
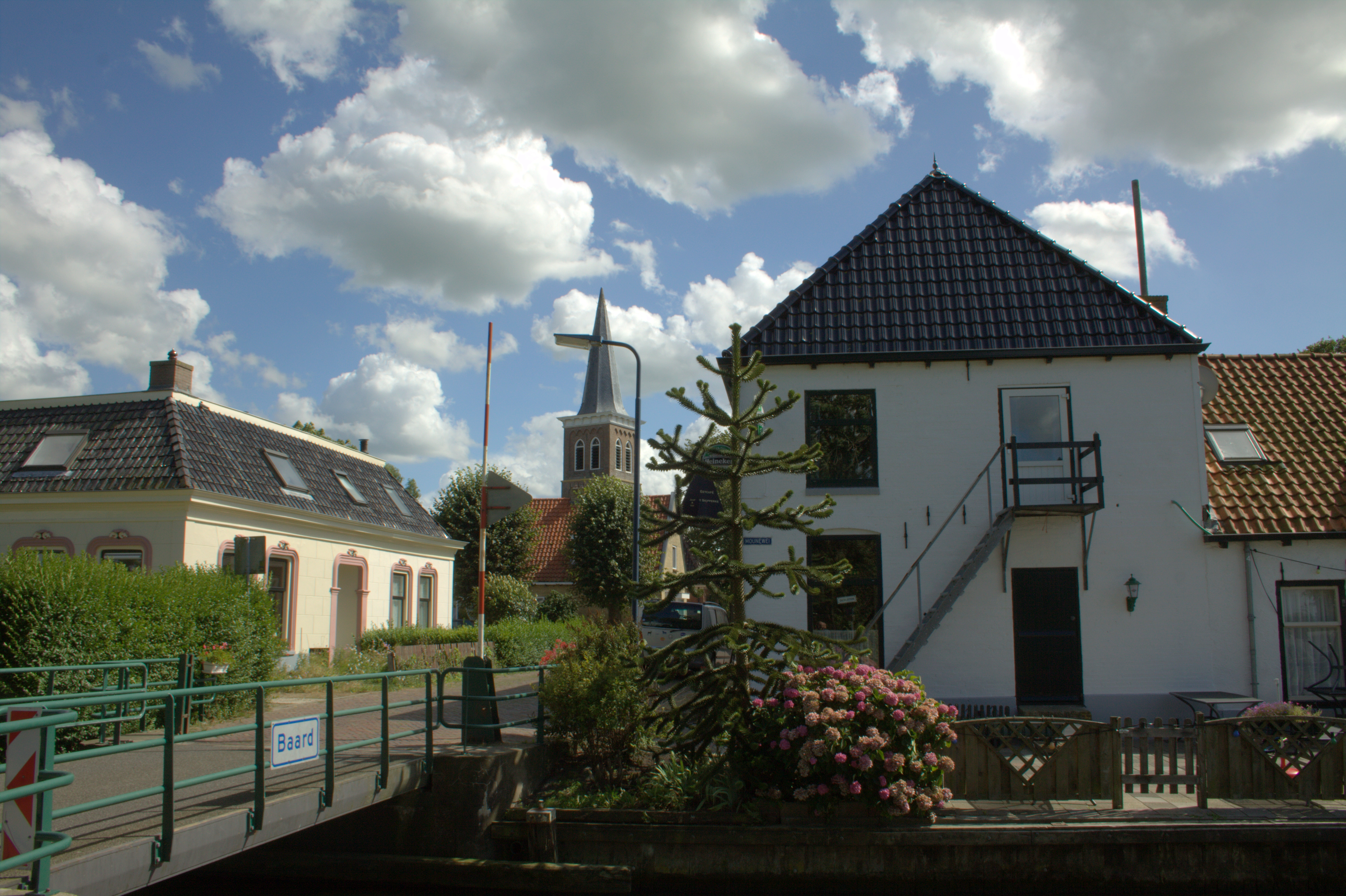
Вид на село
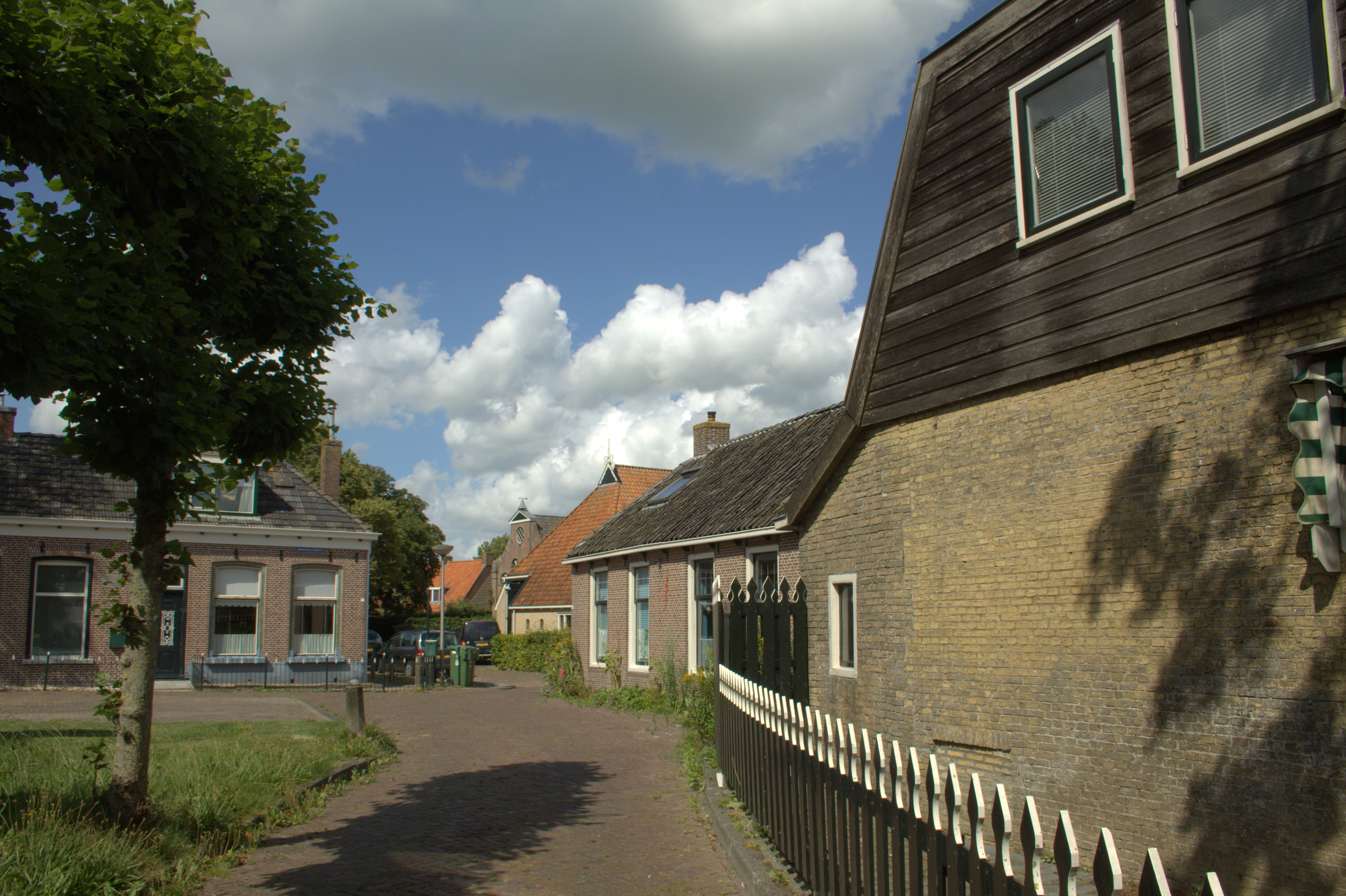
Вулична панорама
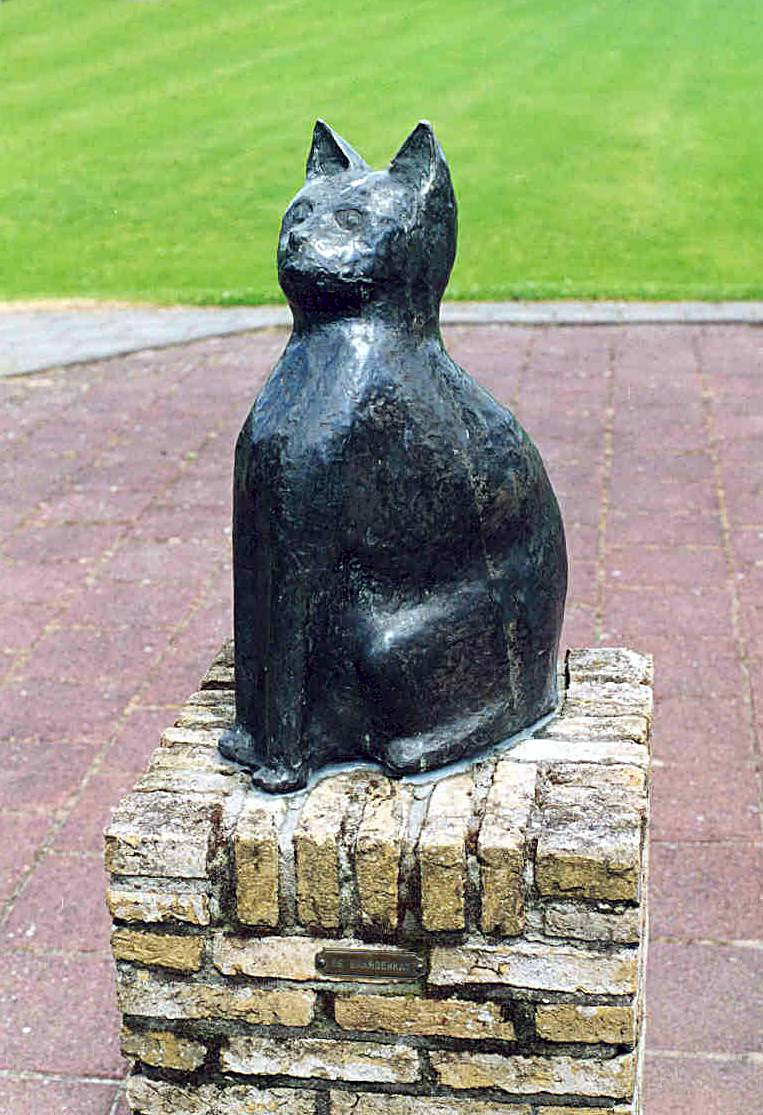
Статуя кота